# 애슐리 아고타
애슐리 아고타(Ashley Argota, 1993년 1월 9일 ~ )는 미국의 배우이다.

## 출연 작품
- 커버 버전 (2018)
- 브로큰: 어 뮤지컬 (2015)
- 완벽남의 조건 (2014)
- 트루 잭슨, VP (2008)